# 杨立三
杨立三（1900年11月8日—1954年11月28日），湖南长沙人，中国人民解放军后勤工作的开创者，主要领导人之一。

## 生平

### 早期投身革命
杨立三出身佃农，11岁入私塾，后改入小学。20岁时投身湘军谋生。进入湘军后，即在团部当司务长，后来做过军需官。1922年，杨立三不愿在军阀军队中从事工作，遂潜回家乡。在国民革命的大潮中，杨立三加入中国国民党，在长沙国民党地方党部担任监察委员，集资创办了长沙县县立高等小学和尊阳女校。五卅惨案后，组织进步教师救国巡回演讲团。1925年，杨立三参加农民运动讲习所，多次听毛泽东的演讲，受到共产党的影响。1926年，组织迎接国民革命军北伐军进入湖南。北伐军到湖南后，杨立三被委任为国民革命军长岳游击区第二纵队第二支队长，重新回到军队。1927年1月，杨立三加入中国共产党。
1927年9月，杨立三跟随毛泽东参加秋收起义，此后追随毛泽东进军井冈山，担任中国工农红军第一师第一团副官。参与包括废除薪饷制、实行官兵待遇平等和经济民主制度、打土豪筹款、建立根据地财政工作、开展后勤建设等工作。1928年起，历任红三十一团辎重队长、红十二军军需处长，随红军转战赣南闽西。1930年10月，他担任红一方面军副官长兼经理处长，主持制定并正式颁发了红军第一部供应标准制度。
1932年，杨立三任军委后方办事处主任兼兵站部部长、政委，领导后方的军事机关，创办军工生产、被服厂与医院等，形成部队后方供应基地，并建立了大站、中站、小站相连接的兵站运输线。1934年，杨立三跟随中央红军长征。在松潘草地，周恩来病重，高烧不退，奄奄一息。杨立三亲自为周恩来抬担架，将病重中的周恩来抬出了草地。长征到达陕北后，继续领导后勤部门工作，历任军需保管处处长、红军总医院院长、兵站部部长兼政委，参与组织东征战役的后方保障工作。1936年5月，入红军大学一期一科学习，后任抗日军政大学校务处处长等职。

### 抗日战争时期
抗日战争爆发后，杨立三任军委总后勤部副部长、部长兼政委。1939年2月，调任八路军前方总部后勤部长。后任八路军前总副参谋长兼后勤部长，兼任晋冀鲁豫边区政府财政委员会主任、冀南银行董事长。1939年6月起，参与领导军工生产工作。在此期间，共产党抗日根据地受到日军、国军的双重封锁，杨立三为解决军人供给问题，创造了“饻”字，作为实物单位计算工资。1944年，和滕代远提出了节约物资的“滕杨方案”。

### 第二次国共内战时期
1945年，成立总后勤部，杨立三任部长，兼中共晋冀鲁豫中央局常委兼经济部长。后兼华北后勤部外线司令、华北财经办事处副主任等职。他卓有成效地领导了解放军军工生产，并到山东共同部署了淮海战役的后勤工作。

### 中华人民共和国成立后
中华人民共和国成立后，杨立三担任中央人民政府人民革命军事委员会总后方勤务部部长、中央人民政府食品工业部部长等职务。1954年1月，任总财务部部长。1954年秋，因患脑癌无法继续工作，被派往苏联莫斯科治病。1954年11月28日病逝于莫斯科克里姆林宫医院，年仅54岁。杨立三遗体在苏联被火化，骨灰运回北京后，周恩来亲自主持了杨立三的追悼大会，悲痛万分，亲自送灵，以报答当年抬担架之恩。